# Каницаро-Фавара (Палермо)
Каницаро-Фавара је насеље у Италији у округу Палермо, региону Сицилија.
Према процени из 2011. у насељу је живело 1283 становника. Насеље се налази на надморској висини од 299 м.